# Il maestro di nodi
Il maestro di nodi è un romanzo noir dello scrittore italiano Massimo Carlotto pubblicato nel 2002.
Oltre che in Italia (Edizioni E/O), il libro è stato tradotto e pubblicato in Francia (Métailié) e nel Regno Unito (Orion).

Ha vinto nel 2002 il Premio Scerbanenco.

## Trama
L'investigatore privato Marco Buratti (detto l'Alligatore) viene contattato da tale Mariano Giraldi per ritrovare la moglie Helena, rapita in un albergo di Torino durante un incontro di scambisti. L'unica traccia del rapimento è una rosa di corda bianca sottile, morbida e lucida come la seta, fatta di una serie interminabile di minuscoli nodi. Nonostante la diffidenza che il personaggio gli ispira, l'Alligatore accetta il caso in cambio di una sostanziosa somma di denaro.

L'indagine porta ben presto l'Alligatore e i suoi due soci a rimestare nell'ambiente sommerso del sadomasochismo, servendosi dell'aiuto di due giovani hacker sardi, Arakno e Ivaz. Grazie a loro, l'Alligatore riesce a trovare una pista che lo porta a rintracciare Jay Jacocovone, trafficante di film snuff. Mentre Max la Memoria, interessato al commercio equo e solidale, rimane coinvolto nei fatti del G8 di Genova, i tre soci vengono in contatto con Flavio Guarnero, un sovrintendente della Questura di Torino la cui sorella è rimasta invischiata nei giri loschi dell'ambiente sadomaso, e Donatella Morganti, una sveglia prostituta d'alto bordo e con il coinvolgimento dei due arrivano a scoprire l'identità e a localizzare il Maestro di nodi.

## Personaggi
- Marco Buratti, soprannominato l'"Alligatore": investigatore privato;
- Beniamino Rossini: contrabbandiere, rapinatore e gangster, è il "socio" di Marco Buratti;
- Max la memoria: ex dell'estrema sinistra degli anni settanta, creatore di un immenso archivio di informazioni, è il terzo "socio" di Marco Buratti e Beniamino Rossini. Non si conosce il suo vero nome;
- Mariano Giraldi: rappresentante di tessuti di Varese;
- Arakno e Ivaz: hacker sardi conoscenti di Max la Memoria;
- Flavio Guarnero: sovrintendente della Questura di Torino;
- Donatella Morganti: prostituta torinese d'alto bordo.

## Edizioni
- Massimo Carlotto, Il maestro di nodi, 1ª ed., Edizioni e/o, 2002,  p. 189, ISBN 88-7641-585-8.
- Massimo Carlotto, Il maestro di nodi, 2ª ed., Edizioni e/o, 2011,  p. 145, ISBN 978-88-7641-984-3.